# Talkin' Loud and Sayin' Nothing
"Talkin' Loud and Sayin' Nothing" é uma canção funk escrita por James Brown e Bobby Byrd. Gravada em 1970 por Brown e pelos membros originais dos The J.B.'s com Byrd nos backing vocals, foi lançada como single de duas partes em 1972. Alcançou o número um na parada americana Hot Soul Singles e número vinte e dois na parada Billboard Hot 100 durante a primavera daquele ano. Também aparece no álbum There It Is. O crítico Robert Christgau a chama de "a mais infecciosa das canções socialmente conscientes de Brown".
De acordo com Brown, "Talkin' Loud and Sayin' Nothing" foi "dirigida aos políticos que estavam falando besteira, mas não tinham conhecimento de como era a vida de muitas pessoas nos Estados Unidos", bem como "alguns caras com suas filosofias ... que estavam dizendo às pessoas um coisa e manipulando  suas emoções para o ganho pessoal." O biógrafo RJ Smith a descreve como "uma crítica aberta aos auto-nominados árbitros da justiça social" que atacaram Brown por suas posições políticas frequentemente heterodoxas.
No meio da canção Brown ordena que todos os membros da banda parem de tocar enquanto ele e Byrd mantém o ritmo usando suas próprias vozes - um dos primeiros exemplos de um breakdown.

## Músicos
- James Brown - vocais

com os The J.B.'s:
- Clayton "Chicken" Gunnells - trompete
- Darryl "Hassan" Jamison - trompete
- Robert McCollough - saxofone tenor
- St. Clair Pinckney - saxofone barítono
- Bobby Byrd - órgão, vocal
- Phelps "Catfish" Collins - guitarra
- William "Bootsy" Collins - baixo
- John "Jabo" Starks - bateria
- Johnny Griggs - congas[6]

## Posições nas paradas
| Parada (1972)          | Pico |
| ---------------------- | ---- |
| U.S. Billboard Hot 100 | 27   |
| U.S. Billboard R&B     | 1    |

## Versão retirada
Brown gravou uma versão blues-rock em 26 de fevereiro de 1970 nos estúdios da King Records em Cincinnati, Ohio. Sua banda de apoio nesta versão consistia de seu arranjador David Matthews ao órgão, Kenny Poole na guitarra, Michael Moore (que posteriormente tocou no sucesso de Brown de 1972 "King Heroin") no baixo e Jimmy Madison na bateria. Este grupo gravou um álbum sob o nome de The Grodeck Whipperjenny no selo de Brown, a People Records e trabalhou novamente no álbum final de Brown pela King em 1971, Sho Is Funky Down Here. Esta versão, dividida em duas partes, foi agendada para ser lançada pela King com número de catálogo 45-P-6359 e diversas cópias foram prensadas com selos brancos ou pretos, mas o disco não chegou a ser distribuído. A versão com os The J.B.'s deveria ter sido simultaneamente liberada com o número de catálogo 45-S-6359, mas não se conhece a existência de cópias desta variação. A versão completa (5:07) desta versão blues-rock foi lançada em 2000 na compilação em CD James Brown's Funky People: Volume 3.

## Outras versões
Um remix de "Talkin' Loud and Sayin' Nothing" foi incluída na compilação In the Jungle Groove.
Uma versão mais longa da canção (9:28) foi incluída no box set Star Time de 1991.
A versão completa da canção (14:42) foi lançada na compilação em CD de 1996 Funk Power 1970: A Brand New Thang.
A banda Living Colour gravou uma versão cover em 1991 para seu EP Biscuits.